# めざドラ
『めざドラ』（英語: MEZADORA）は、フジテレビ系列（FNS27局、NNS加盟のテレビ大分は除く）で1994年4月1日から毎週月曜日から金曜日の朝に生放送されている帯番組・朝の情報番組である「めざましテレビ」が、28年の歴史で初めて番組内にて放送することとなったテレビドラマ。

## 概説
「めざましテレビ」が28年間の歴史上はじめてオリジナルの連続ドラマを制作、放送する事となった。
とりあえず2021年12月の期間限定ではあるが、（帯ドラマとしては）フジテレビ系列では「東海テレビ制作昼の帯ドラマ」より5年8か月ぶり、フジテレビ制作では「妻たちの劇場」より28年ぶりとなる。
その経緯については、下記の「めぐる」を参照。

## 放送作品一覧

### 2021年
- めぐる。

12月6日よりフジテレビ系『めざましテレビ』内7時台に放送。1話約2分半で全10回。

#### キャスト
- 野島伸之（のじま のぶゆき）：井ノ原快彦　シングルパパのサラリーマン、43歳。
- 村上則子（むらかみ のりこ）：三田佳子　一人暮らしの老婆、71歳。
- 近藤栄太郎（こんどう えいたろう）：白洲迅　転勤寸前のサラリーマン、28歳。
- 馬場百合子（ばば ゆりこ）：福本莉子　女子バスケ部の高校生、18歳。
- 井上清華（いのうえ せいか）：井上清華　フジテレビアナウンサー、本人役。
- 野島美歌（のじま みか）：浅田芭路　伸之の娘、6歳。
- 夏子(なつこ)：杏花　百合子と同じバスケ部のチームメート。急遽、バスケ部の大会に出られなくなる代わりに百合子にお守りを託す。

その他、井上祐貴、安井順平、岡部たかし、横山めぐみ、利重剛、津嘉山正種などが出演。

#### 「FOD版」出演者
- アイカ：ハマカワフミエ　夏子がソロキャンプで出会った変わり者のキャンパー。